# Diatenes orthodes
Diatenes orthodes là một loài bướm đêm trong họ Noctuidae.